# Ströhe
Ströhe ist ein Ortsteil der Gemeinde Hambergen im niedersächsischen Landkreis Osterholz.

## Geschichte
Ströhe wurde 1761 im Zuge der Moorkolonisierung gegründet. Im Jahr 1789 wird angegeben, dass in 13 Häusern 75 Einwohner lebten, darunter 41 Kinder.